# NGC 5309
NGC 5309 je jedan do danas nepotvrđen objekt u zviježđu Djevici. Sva promatranja poslije nisu na tom položaju uočila nikoji objekt. 

## Vanjske poveznice
- (engl.) SEDS: NGC 5309
- (engl.) Revidirani Novi opći katalog
- (engl.) Izvangalaktička baza podataka NASA-e i IPAC-a
- (engl.) Astronomska baza podataka SIMBAD
- (engl.) VizieR
- DSS-ova slika NGC 5309  Arhivirana inačica izvorne stranice od 3. listopada 2011. (Wayback Machine)